# Segítség kacsaszárnyakon
A Segítség kacsaszárnyakon (eredeti cím: Hana's Helpline) színes, angol televíziós bábfilmsorozat. A sorozatot Magyarországon az M2 adta.

## Cselekmény
Vannak olyan állatok akiket csúfolnak, kinevetnek de erre is van megoldás, hiszen Hana segít minden problémás állatnak. Akármilyen nagy is a gond.

## Szereplők
- Hana – Makay Andrea
- Betty – Fésűs Bea
- Bagoly – Bolla Róbert
- Francis – Boldog Gábor
- Ellen – Molnár Ilona
- Büdi – ?
- Tuti – ?
- Rozie – Csuha Bori
- Ernie – Molnár Levente
- Cirmi – ?
- Bamba – Seszták Szabolcs
- Berci – Gubányi György István
- Olivia – ?
- Fürge – ?
- Bori – ?
- Tüsi – ?
- Fergus – Szokol Péter
- Felsig – Bogdán Gergő/?
- Sepenke – Jelinek Éva
- Dagles – Seszták Szabolcs/Molnár Levente
- Létra – ?

## Epizódok

### 1. évad
1. Fogadd el önmagad!
2. A szentjánosbogár
3. Találd meg önmagad!
4. Kacsa a farmon
5. Bátorság, de okosan
6. Mindenre van megoldás
7. A szégyenlős teknős
8. Ha egy polip magára talál
9. Mint a buborék
10. A hazudós béka
11. Olykor egy oroszlán is berezel
12. Ne ültess csokit a kertbe!
13. Ki tudja, hol vagyok?
14. Cserepartner kerestetik
15. Zsiráf a bokor mögött
16. A nyolckarú balerina
17. A száguldó kisegér
18. A zene mindent megold
19. "S", mint sajtos szendvics
20. A három királyok és a szentjánosbogár
21. Brumi gazdát cserél
22. Méregzsák kisasszony
23. Mókus kis hibával
24. Medvetánc a romokon
25. Ha egy kacsa nem tud biciklizni...
26. Ha semmi sem sikerül

### 2. évad
1. Te sem vagy egyedül
2. Büdi rendetlen
3. Aludni veszélyes
4. Akinek néma a világ
5. Játékos matek
6. Bamba szomorú
7. Pancserek barátja
8. A félénk óriás
9. A borz is megértésre vágyik
10. Tüsi otthont keres
11. A féltékeny zsiráf
12. Egy kisegér nehéz percei
13. Szorult helyzetben
14. Pingvin az uszodában
15. Nyuszi csúcsformában
16. Cirmi magára talál
17. Tollasfrász
18. A sportsérülés
19. Kettős születésnap
20. Gyógyító hullámvasút
21. A tökéletes rokon
22. A csillagfényes piknik
23. Lámpaláz
24. A különleges takaró
25. Együtt mégis jobb
26. Hány tolla van a sasnak?